# Escudo de Salto (departamento)
El Escudo de Salto, departamento de Uruguay, fue aprobado el 27 de junio de 1927 y su diseño original fue propuesto por Eriberto Pratti. Presenta un óvalo cuyo campo superior izquierdo es blanco, con un sol naciente de oro, y en medio del mismo un yunque, un martillo y un haz de varas; su campo superior derecho es azul con una imagen de Minerva que sostiene en su mano derecha al Destino y apoya la izquierda en el escudo; el inferior, de plata, presenta una cascada. El óvalo está rodeado por una rama de olivo (a la derecha) y una de roble (a la izquierda). Sobre el óvalo hay una leyenda, "Salto".